# Дом профессоров (Ереван)
Дом профессоров — жилой дом в Ереване, памятник архитектуры, построенный в 1934 году по проекту архитектора Самвела Сафаряна для представителей творческой и технической интеллигенции Армянской ССР. Памятник конструктивизма.
Согласно решению правительства N 1616-Н от 2004 года здание включено в список недвижимых памятников истории и культуры Еревана.

## История
В 1932 году Всеармянский благотворительный союз выделил средства для строительства в Ереване жилого здания, куда планировалось поселить представителей творческой и технической интеллигенции, приглашённых в Армению и прибывших в Ереван в период с 1923 года по начало 1930-х. Большинство приезжих не имело собственного жилья и вынуждено было проживать в общежитиях и гостиницах. Также в доме должны были проживать молодые, подающие надежды деятели культуры и искусства.

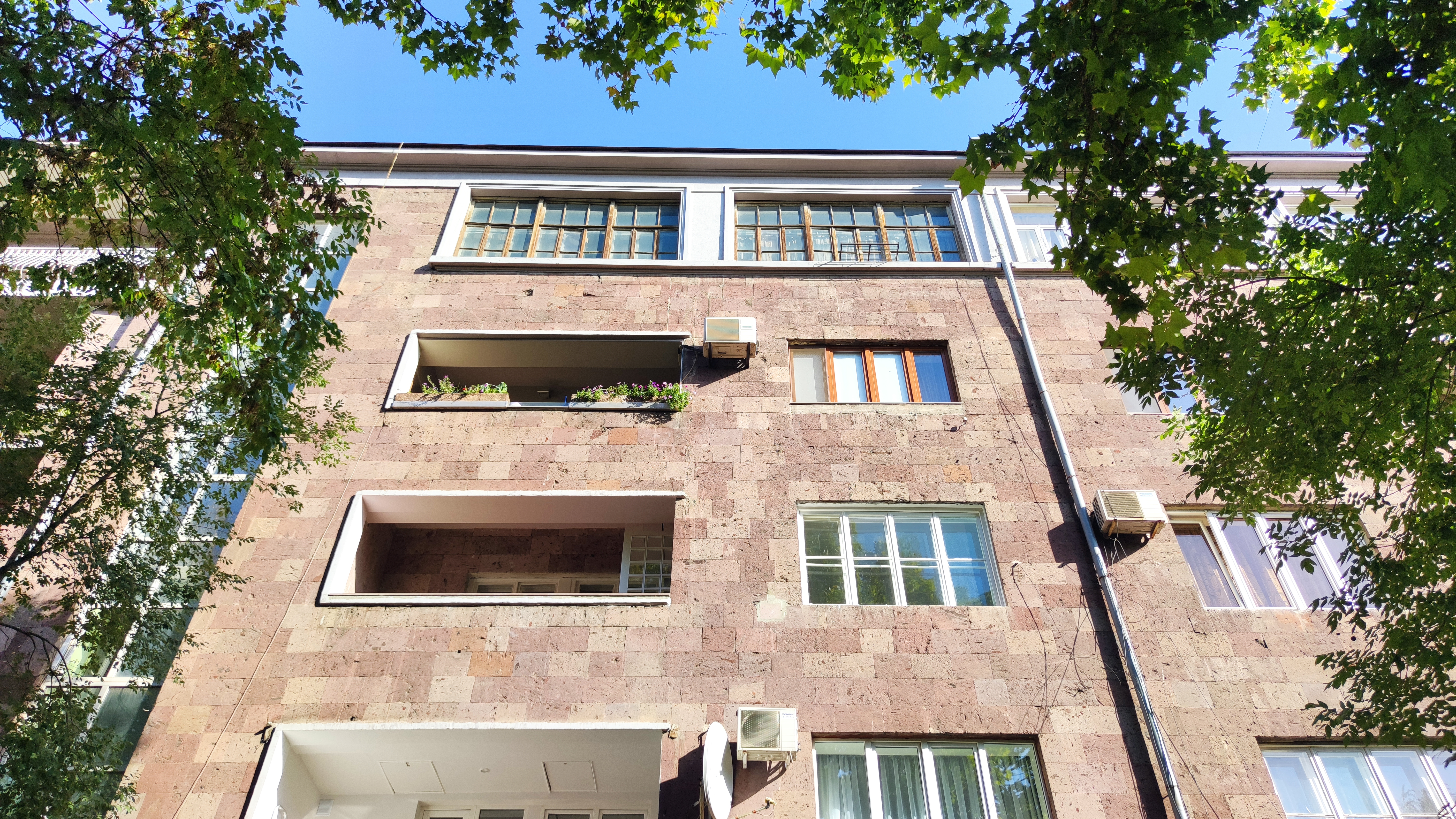
На пятом этаже сохранилось оригинальное остекление 1934 года.

Проектирование поручили молодому архитектору Самвелу Сафаряну. По изначальному проекту Дом профессоров представлял собой классическую конструктивистскую коммуну, в которой при квартирах не было кухонь, а вместо них в цокольном этаже располагалась столовая для жильцов. Подобная схема использовалась в большинстве конструктивистских коммун СССР, но не прижилась: жильцы практически сразу устраивали себе локальные кухни на собственной жилплощади.
Изначально в здании были установлены лифты, заказанные из Италии, но впоследствии по приказу Лаврентия Берии они были демонтированы и переустановлены на здании в Тбилиси.

## Конструктивные особенности
Дом представляет собой яркий образец ереванского конструктивизма. Здание 5-этажное, двухподъездное, 20-квартирное. На каждой площадке расположены по две квартиры (одна двухкомнатная и одна трёхкомнатная); жилая площадь двухкомнатной квартиры составляет 37 кв. м., трёхкомнатной — 64,4 кв. м. Квартиры имеют двустороннюю ориентацию с окнами, выходящими как во двор, так и на улицу. Спальные комнаты ориентированы на северо-восток, что благоприятно для погодных условий Еревана: такая ориентация позволяет избежать перегрева комнат. 
5-й этаж предназначался для художников и имел большую площадь остекления для качественного освещения мастерских. Лифтовые шахты имеют ленточное остекление. Здание отделано чистотесаным артнкским (розовым) туфом.

## Известные жители и мемориальные доски
Дом профессоров является одним из самых «перегруженных» мемориальными досками домов Еревана. На его фасаде расположено 11 досок, посвящённых следующим выдающимся обитателям:

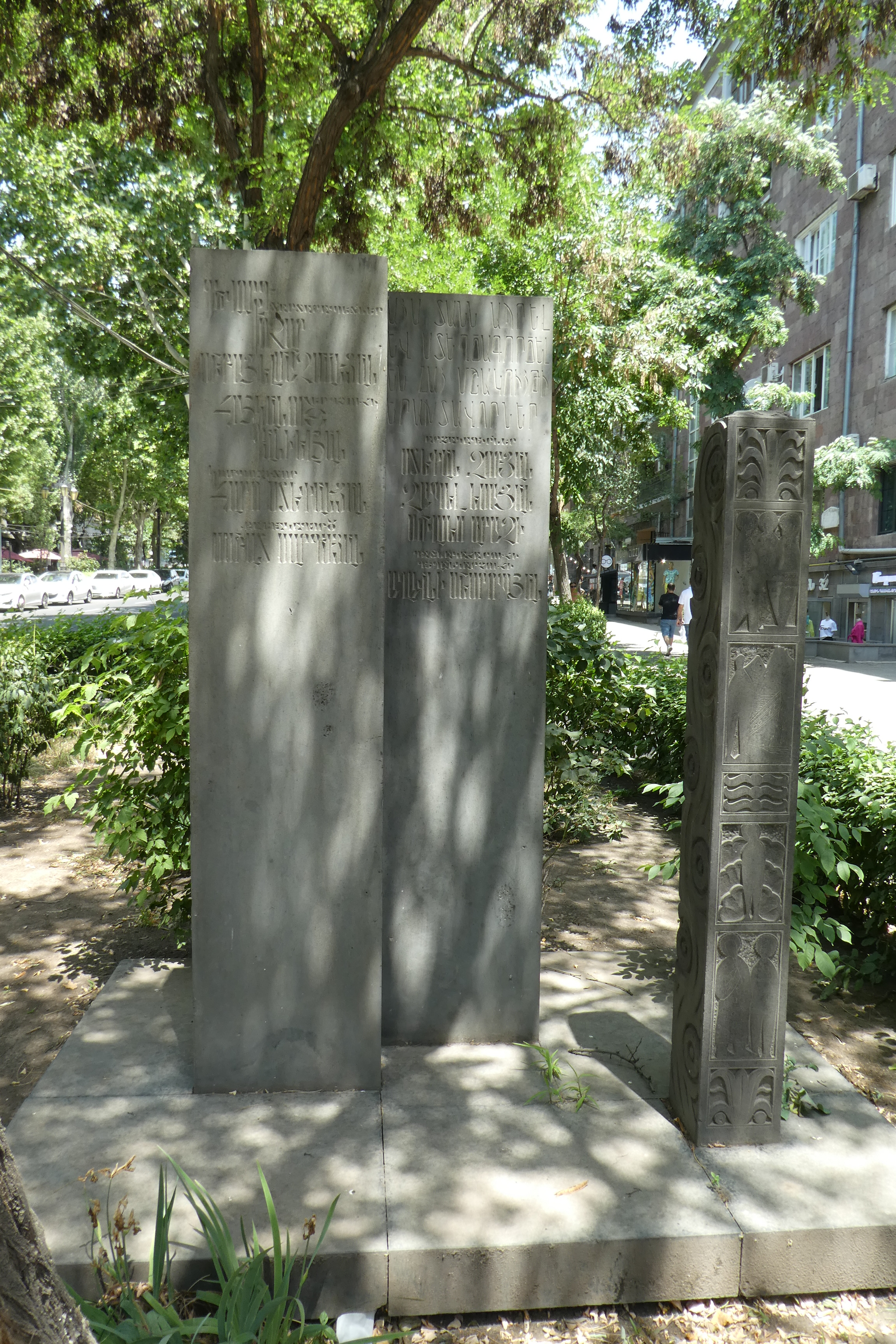
Стела памяти перед Домом профессоров.

- художник Габриел Гюрджян (жил в доме с 1934 по 1987 год)
- художник Седрак Аракелян (жил в доме с 1934 по 1942 год)
- врач-хирург Амбарцум Кечек (жил в доме с 1934 по 1948 год)
- математик Ашот Тер-Мкртчян[арм.] (жил в доме с 1934 по 1959 год)
- композитор Цовак Амбарцумян[арм.] (жил в доме с 1935 по 2001 год)
- литературовед Арсен Тертерян (жил в доме с 1935 по 1953 год)
- историк Григорий Капанцян (жил в доме с 1936 по 1957 год)
- искусствовед Рубен Дрампян (жил в доме с 1936 по 1991 год)
- художницы Мариам и Ерануи Асламазян (жили в доме с 1943 по 1992 год)
- учёный-ботаник Ваган Казарян (жил в доме с 1954 по 2002 год)
- государственный и военный деятель Роман Кара-Погосян (жил в доме с 1984 по 2009 год)

Перед домом расположена стела, на которой перечислен ряд других известных обитателей дома, чьи мемориальные доски не поместились на фасад:
- писатель Стефан Зорян
- писательница Забел Исаян
- писатель Мовсес Арази
- пианистка и художница Агавни Месропян
- архитектор Геворг Кочар
- архитектор Микаэл Мазманян
- архитектор Вагаршак Белубекян[арм.]
- певица Айкануш Даниэлян
- композитор Аро Степанян
- скульптор Смбат Саргсян
- литературовед Георг Абов
- художник Фанос Терлемезян
- художник Аракел Аракелян[арм.]
- художник Микаэл Гюрджян[арм.]
- писатель и поэт Ваан Тотовенц (жил в доме с 1934 по 1936 год)

Во времена Большого террора многие жители дома были подвергнуты репрессиям. В частности, в 1937 году была арестована, а позже расстреляна писательница Забел Исаян, такая же участь постигла сына хирурга Амбарцума Кечека, Александра Кечека. В 1938 году был расстрелян Ваан Тотовенц. В 1937—1938 годах также были арестованы и впоследствии сосланы в Норильск архитекторы Микаэл Мазманян и Геворг Кочар (оба были реабилитированы после смерти Сталина; первый вернулся в Ереван в 1954 году, а второй в 1960 году).